# Alencar (cráter)
Alencar es un cráter de impacto de 106 km de diámetro del planeta Mercurio. Debe su nombre al escritor brasileño  José de Alencar (1829-1877), y su nombre fue aprobado por la  Unión Astronómica Internacional en 1979.